# Tom Cato Karlsen

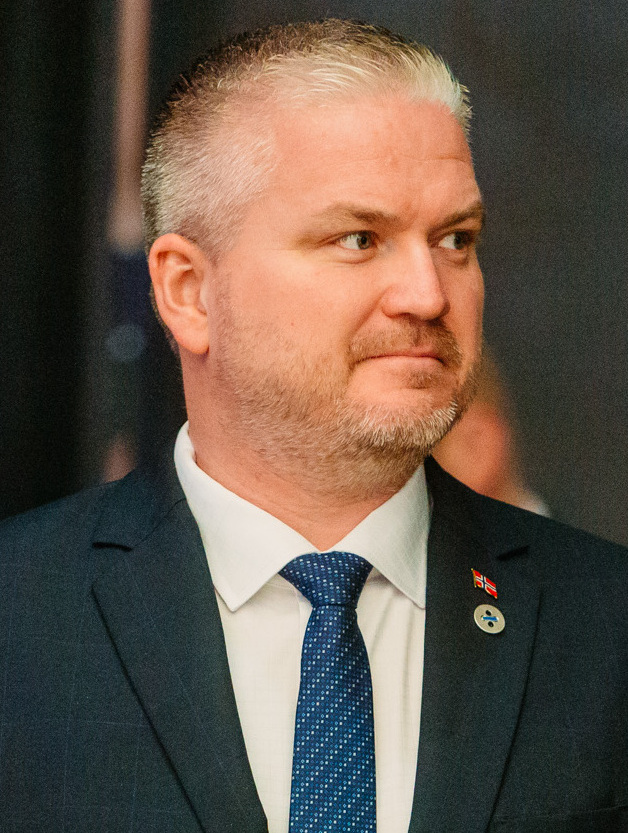
Tom Caro Karlsen, 2017

Tom Cato Karlsen (* 24. Juni 1974) ist ein norwegischer Politiker der rechten Fremskrittspartiet (FrP). Seit 2019 ist er der Statsforvalter von Nordland.

## Leben
Karlsen studierte Medizin in Ungarn und arbeitete als Oberarzt in Bodø. Von 2003 bis 2015 war er Mitglied im Kommunalparlament von Bodø. Dabei fungierte er in der Zeit zwischen 2011 und 2014 als stellvertretende Bürgermeister der Kommune. Bei der Parlamentswahl 2013 verpasste er den Einzug ins Nationalparlament Storting und wurde stattdessen Vararepresentant, als welcher er zu keinem längeren Einsatz kam. Karlsen wurde am 17. Oktober 2014 als Nachfolger von Jon Georg Dale zum Staatssekretär im norwegischen Verkehrsministerium ernannt. Er übte das Amt bis zum 1. Dezember 2017 aus.
Im Januar 2019 wurde Karlsen als Nachfolger von Hill-Marta Solberg neuer Fylkesmann der Provinz Nordland. Zum 1. Januar 2020 wechselte die Bezeichnung des Amtes zu Statsforvalter.

## Positionen
Karlsen sprach sich längere Zeit gegen Straßenschilder in Bodø, die neben den norwegischen auch samische Ortsnamen enthalten, aus. In einem Interview erklärte er im Februar 2011, dass er Bürgermeister von Bodø und nicht von Bådåddjo (lulesamischer Name der Stadt) werden wolle. Nach seinem Amtsantritt als Fylkesmann begann er, die bedrohte lulesamische Sprache zu erlernen. Karlsen äußerte, dass er nichts gegen die Sprache gehabt habe, sondern gegen die Kosten, die diese Schilder verursachen. Karlsen sagte zudem, dass er sich wünsche, die Aussagen nicht getätigt zu haben und dass er die Diskussion mit ihnen weiter angefacht habe.